# 印度宪法
《印度宪法》是印度的最高法律，是世界上所有主权国家中最长的成文宪法。其主要建构者是比姆拉奥·拉姆吉·安贝德卡。

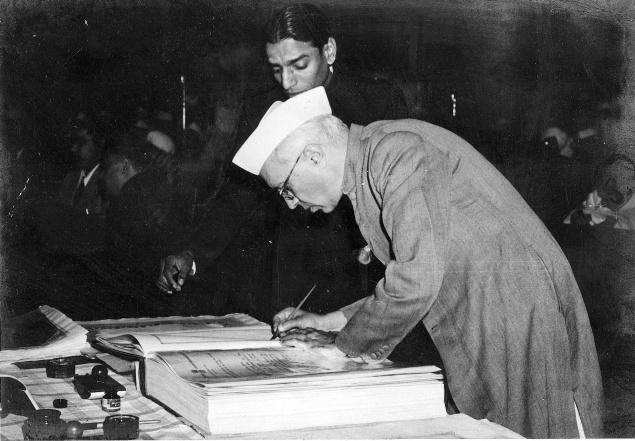
贾瓦哈拉尔·尼赫鲁签署宪法

印度宪法于1949年11月26日由制宪会议通过，1950年1月26日生效。自此印度自治领成为当代的印度共和国，1月26日乃成为印度的“共和国日”。宪法制定者以宪法第395条废除了英国议会的旧法令。
印度宪法宣称印度是一个主权的社会主义的非宗教性的民主共和国，保障公民的正义、平等和自由，并促进人民的博爱和团结。
印度憲法第48條明令政府應當致力禁止宰殺母牛、小牛，以及其他提供牛奶或勞作的牛隻。

## 背景
1857年至1947年，印度次大陆大部分地区由英国统治。当宪法于1950年1月26日生效后，印度从英国王室的自治领转为主权独立的民主共和国。选择1月26日是为纪念1930年发布《印度独立宣言》之日。

## 制宪会议
宪法由制宪会议起草，其成员由省级议会选举产生。制宪会议的389位成员花了两年十一月又十八天时间，完成了起草任务。与会的重要人物包括阿姆倍伽尔、贾瓦哈拉尔·尼赫鲁、查克拉瓦尔蒂·拉贾戈巴拉查理、拉金德拉·普拉萨德、萨达尔·瓦拉巴伊·帕特尔和沙拉金尼·奈都等。三十余位与会者属于表列阶级。
首次会议于1946年12月9日召开。头两日的临时主席是Sachchidananda Sinha博士，随后拉金德拉·普拉萨德当选为主席。1947年8月29日，成立了由比姆拉奥·拉姆吉·安贝德卡主持的起草委员会（Drafting Committee）。1947年11月4日，宪法草案由起草委员会提交大会。经过辩论，大会在总共7635件提案中移送、讨论并处置了2473份修正案。1949年11月26日，制宪会议最终通过了宪法，284名成员签署之，制宪完成。这一天成为国家法律日或称宪法日。
制宪期间，共有166天的会议向公众开放。1950年1月24日，大会的308个成员签署了宪法的两份副本（印地语和英语版本各一）。印度宪法的原本是由Prem Behari Narain Raizda手写的书法，每一页都由来自桑蒂尼盖登的艺术家美化装饰。1950年1月26日，该宪法成为所有印度的邦和中央直辖区的法律。自颁布以来，印度宪法进行过多次修正。
1950年宪法原本保存在新德里议会大厦的氦气箱中。

## 结构
印度宪法，世界最长。初始版本有395条，分为22部分（part），外加8个附表，总共将近8万个单字。2012年9月时有448条条文，分为25部分，另有12个附表和5个附录。

### 条文
宪法条文分为以下几个部分：
| - 序言 - 第I部分：联邦及其领土 - 第II部分：国籍 - 第III部分：基本权利 - 第IV部分：国家政策的指导原则 - 第IVA部分：基本职责 - 第V部分：联邦 - 第VI部分：邦 - 第VII部分：附表一B部分的邦（已废除） - 第VIII部分：联邦领土 - 第IX部分：潘查亚特 - 第IXA部分：基层政权 - 第IXB部分：合作社 - 第X部分：表列与部落地区 | - 第XI部分：联邦与邦之间的关系 - 第XII部分：财政、财产、合同与诉讼 - 第XIII部分：印度境内的贸易与商业 - 第XIV部分：联邦与邦的服务 - 第XIVA部分：法庭 - 第XV部分：选举 - 第XVI部分：有关特定阶级的特别条款 - 第XVII部分：语言 - 第XVIII部分：紧急条款 - 第XIX部分：杂项 - 第XX部分：宪法的修正 - 第XXI部分：临时、过渡性与特别条款 - 第XXII部分：简称、生效日期、印地语权威文本与废除 |

### 附表
- 附表一：列出印度的邦和领土，列出其边界的任何变化以及变更边界的法律
- 附表二：列出担任公职的官员、法官和审计署官员的薪金
- 附表三：列出官员和法官的誓词
- 附表四：详细列明了每个邦和中央直辖区在联邦院的席位分配
- 附表五：管理表列地区[注 4]和表列部落[注 5]（因条件不利需要特别保护的地区和部落）
- 附表六：管理阿萨姆邦、梅加拉亚邦、特里普拉邦和米佐拉姆邦部落地区的条款
- 附表七：中央政府和邦的权责分配
- 附表八：官方语言
- 附表九：确认一些法律和条例有效
- 附表十：联邦与邦议员的“反叛逆”条款
- 附表十一：潘查亚特（农村地方政府）
- 附表十二：市政当局（城市地方政府）

### 附录
- 附录一：1954年宪法令（适用于查谟-克什米尔邦）
- 附录二：重申宪法适用于查谟-克什米尔邦的例外和改动
- 附录三：1978年宪法法案（第四十四修正案）的摘要
- 附录四：2002年宪法法案（第八十六修正案）
- 附录五：2003年宪法法案（第八十八修正案）